# Medalha James B. Macelwane
A  Medalha James B. Macelwane é uma recompensa científica concedida pela União Geofísica Americana . É concedida anualmente como reconhecimento pelas contribuições significativas às ciências geofísicas para um cientista proeminente com menos de 36 anos de idade.
A medalha foi instituída em 1961 e renomeada em 1986 em homenagem ao padre jesuíta e cientista norte-americano James B. Macelwane (1833-1956), décimo terceiro presidente da Entidade (1953-1956), pelas suas contribuições em geofísica e também pelo seu profundo interesse em ensinar e incentivar jovens cientistas.
Até três medalhas podem ser concedidas anualmente ou até cinco sob circunstâncias excepcionais.

## Laureados[1]
- 1962 - James N. Brune
- 1963 - Alexander J. Dessler
- 1964 - Klaus F. Hasselmann
- 1965 - Gordon J.F. MacDonald
- 1966 -  Don L. Anderson
- 1967 - Manik Talwani
- 1968 - Michael B. McElroy
- 1969 - Richard S. Lindzen
- 1970 - Lynn R. Sykes
- 1971 - Carl I. Wunsch
- 1972 - John Michael Wallace
- 1973 -  R. Allan Freeze
- 1974 - Amos M. Nur
- 1975 - Dan McKenzie
- 1975 -  Vytenis M. Vasyliunas
- 1975 - Gerald Schubert
- 1976 - John S. Lewis
- 1976 - Kurt Lambeck
- 1976 - Robert L. Parker
- 1977 - Paul G. Richards
- 1977 - Ignacio Rodriguez-Iturbe
- 1977 - Christopher T. Russell
- 1978 - John M. Edmond
- 1978 - Thomas E. Holzer
- 1979 - Ralph Cicerone
- 1979 - Michael C. Kelley
- 1979 - R. Keith O'Nions
- 1980 - Lawrence Grossman
- 1980 - Thomas Westfall Hill
- 1980 - Norman Sleep
- 1981 - Ronald G. Prinn
- 1981 - David Southwood
- 1981 - Donald J. Weidner
- 1982 - Rafael L. Bras
- 1982 - Donald W. Forsyth
- 1982 - Steven C. Wofsy
- 1983 - William L. Chameides
- 1983 - Donald J. DePaolo
- 1983 - Thomas H. Jordan
- 1984 - Mary K. Hudson
- 1984 - Raymond Jeanloz
- 1984 - John H. Woodhouse
- 1985 - William H. Matthaeus
- 1985 - Susan Solomon
- 1985 - John M. Wahr
- 1986 - Bradford H. Hager
- 1986 - Edward Stolper
- 1986 - Robert A. Weller
- 1987 - J. Leslie Smith
- 1987 - Toshio Terasawa
- 1987 - Mary Lou Zoback
- 1988 - Douglas R. MacAyeal
- 1988 - Marcia McNutt
- 1988 - Kevin B. Quest
- 1989 - Richard G. Gordon
- 1989 - Seth A. Stein
- 1989 - William R. Young
- 1990 - Steven M. Gorelick
- 1990 - Paul Segall
- 1990 - Ellen M. Druffel
- 1991 - Thomas A. Herring
- 1991 - Roderic L. Jones
- 1991 - Thorne Lay
- 1992 - Eric Kunze
- 1992 - David G. Sibeck
- 1992 - Terry C. Wallace
- 1993 - Michael Gurnis
- 1993 - David J. McComas
- 1993 - Margaret A. Tolbert
- 1994 - Jeremy Bloxham
- 1994 -  Daniel J. Jacob
- 1994 - John E. Vidale
- 1995 - Stephen Fuselier
- 1995 - Jonathan I. Lunine
- 1995 - Jason Phipps Morgan
- 1996 - David Bercovici
- 1996 - Dara Entekhabi
- 1996 - David Roy Hanson
- 1997 - Edouard Bard
- 1997 - Marc Parlange
- 1997 - Robert van der Hilst
- 1998 - Tuija I. Pulkkinen
- 1998 - Lars P. Stixrude
- 1999 - Jeroen Tromp
- 1999 - Rainer Hollerbach
- 1999 - Kenneth A. Farley
- 2000 - Scott Doney
- 2000 - Erik Hauri
- 2000 - Quentin Williams
- 2001 - Vassilis Angelopoulos
- 2001 - Daniel P. Schrag
- 2001 - Azadeh Tabazadeh
- 2002 - George Katul
- 2002 - John M. Eiler
- 2002 - Michael Manga
- 2003 - Kurt M. Cuffey
- 2003 - Guido Salvucci
- 2003 - Lianxing Wen
- 2004 - Robin Canup
- 2004 - Daniel Sigman
- 2004 - David W. J. Thompson
- 2005 - Paul Asimow
- 2005 - A. Hope Jahren
- 2005 - James T. Randerson
- 2006 -  Daniel J. Frost
- 2006 - Jerry Goldstein
- 2006 - Jun Korenaga
- 2007 -  Amy C. Clement
- 2007 -  Jeanne Hardebeck
- 2007 -  Francis Nimmo
- 2008 -  James Badro
- 2008 -  Emily E. Brodsky
- 2008 -  Diane E. Pataki
- 2009 -  Peter J. Huybers
- 2009 -  Miaki Ishii
- 2009 -  Benjamin P. Weiss
- 2010 - David B. Lobell
- 2010 - Rosalind E. Rickaby
- 2010 - Jasper A. Vrugt
- 2011 - Christian Schoof
- 2011 - Adam Maloof
- 2011 - Arlene Fiore
- 2011 - Nicolas Dauphas
- 2011 - Tanja Bosak
- 2012 - Gabriel J. Bowen
- 2012 - David Richard Shelly
- 2012 - Josef Dufek
- 2013 - Jesse Kroll
- 2013 - Motohiko Murakami
- 2013 - Sonia I. Seneviratne
- 2014 - Rajdeep Dasgupta
- 2014 - Christian Frankenberg
- 2014 - J. Taylor Perron
- 2014 - David Shuster
- 2014 - Jessica Tierney
- 2015 - Matthew G. Jackson
- 2015 - Bethany L. Ehlmann
- 2015 - Katharine Maher
- 2015 - Colette L. Heald
- 2015 - Paul Cassak
- 2016 - Gabriele Villarini
- 2016 - Appy Sluijs
- 2016 - Andy Hooper